# Promet Nizozemske

## Ceste, željeznice izračni promet
Nizozemska raspolaže jednom od najgušćih i najdjelotvornijih cestovnih i željezničkih mreža u Europi. Njezin su razvoj omogućili ne samo ravničarsko tlo i mala površina, već i bogatstvo zemlje koja je mogla ulagati u infrastrukturu.

## Plovni putevi
Biser nizozemskoga prometa su plovni putovi s više od 5 000 km rijekama i kanalima. Trgovačka flota je među najvećima u Europi i obavlja veliki teretni promet uz pomoć suvremenih, dobro opremljenih lučkih postrojenja. Rotterdamska luka, na ušću Rajne, raspolaže s 20 bazena i ima najveći promet u svijetu u pretovaru tereta.